# Бурдесуа
Бу́рдесуа́ (бу́р-де-суа́, фр. bourre de soie — «отходы шёлка») — шёлковые охлопья, сырьё посредственного качества, полученное из повреждённых коконов шелковичного червя. Пряжа обычно шла на уток шёлковых тканей среднего и низшего качества. 
Ткань бурдесуа уступала в цене и престижности пудесуа, но не отягощённая образованием и знаниями французского часть российского общества не видела между ними разницы. Из бурдесуа в XIX веке ткали платки и шали, которые вопреки пышному французскому названию служили социальным знаком определённых небогатых провинциальных слоёв общества. 
«Новёхонькая шаль бур-де-суа» упоминается в «Сердце и думка» А. Ф. Вельтмана и несёт авторскую иронию в отношении литературного персонажа, претендующего на столичную элегантность и приобретающего третьесортный товар.